# 拉沙佩勒欧圣
拉沙佩勒欧圣（法語：La Chapelle-aux-Saints，法語發音：[la ʃapɛl o sɛ̃]）是法国科雷兹省的一个市镇，位于该省南部，和洛特省接壤，属于布里夫拉盖亚尔德区。

## 地理
拉沙佩勒欧圣（44°58'55"N, 1°42'48"E）面积4.72 平方千米，位于法国新阿基坦大区科雷兹省，该省份为法国中南部省份，北起上维埃纳省和克勒兹省，西接多爾多涅省，南至洛特省，东临多姆山省和康塔爾省。
与拉沙佩勒欧圣接壤的市镇（或旧市镇、城区）包括：布朗塞耶、屈尔蒙特、韦热讷、贝塔耶、圣米歇尔-德巴尼耶尔、韦拉克。

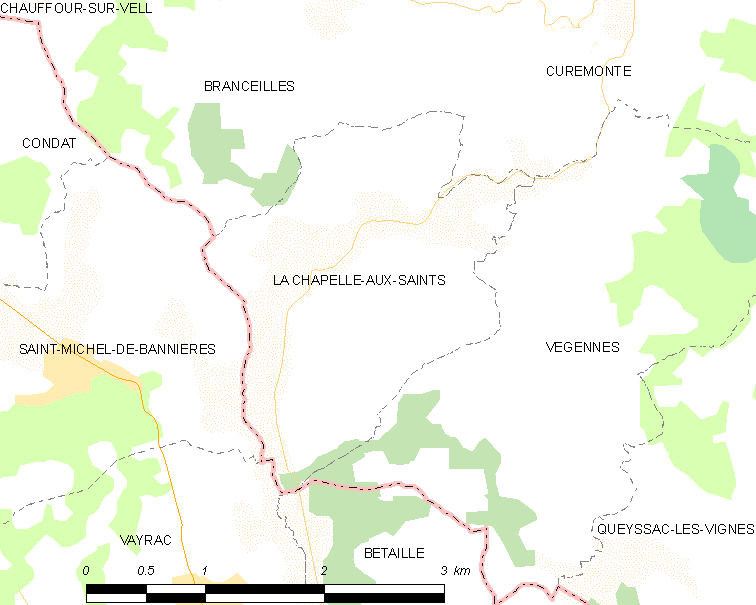
拉沙佩勒欧圣的OSM定位图

拉沙佩勒欧圣的时区为UTC+01:00、UTC+02:00（夏令时）。

## 行政
拉沙佩勒欧圣的邮政编码为19120，INSEE市镇编码为19044。

## 政治
拉沙佩勒欧圣所属的省级选区为科雷兹南部县。

## 人口

1962-2008年间拉沙佩勒欧圣人口变化图示

拉沙佩勒欧圣于2022年1月1日时的人口数量为260人。